# Club Atlético River Plate (Paraguay)

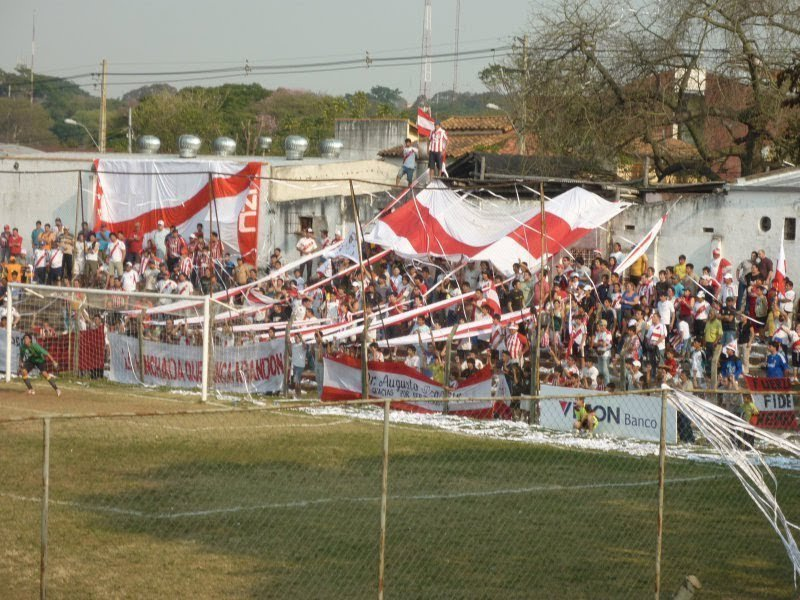
Fans van Club Atlético River Plate

Club Atlético River Plate is een Paraguayaanse voetbalclub uit Asunción. De club werd opgericht op 15 januari 1911. De thuiswedstrijden worden in het Estadio River Plate gespeeld, dat plaats biedt aan 5.000 toeschouwers. De clubkleuren zijn rood-wit.

## Erelijst
Nationaal
- Tweede Divisie

Winnaar: (3) 1919, 1926, 1930
- Derde Divisie

Winnaar: (2) 1913, 1957

## Bekende (ex-)spelers
- Roberto Fernández
- José Cardozo
- Líder Mármol